# Берёзовая (верхний приток Майна)
Берёзовая (в верховьях — Березовая 1-я) — река в России, протекающая по Анадырскому району Чукотского автономного округа, впадает в Майн (приток Анадыря). Длина реки — 161 км (от истока Мукарыляна — 218 км), площадь водосборного бассейна — 3870 км².
Река Берёзовая образуется слиянием рек Эмнунвеем и Илылькывеем на юге Майнского плоскогорья на высоте более 187 м над уровнем моря. От истока течёт на северо-запад под названием Березовая 1-я. После слияния с Березовой 2-й, поворачивает на север. В нижнем течении, выйдя на Парапольско-Бельскую низменность, образует общую пойму с рекой Алган. Русло участками заболочено. Активно меандрирует. Поселения на берегах отсутствуют. Впадает одним рукавом в Майн справа, в 181 км от его устья, на высоте 26 м над уровнем моря. Другим рукавом впадает в Алган. Ширина в низовьях — 65 м при глубине 1,6 м; скорость течения перед устьем составляет 0,8 м/с. 

## Основные притоки
Указаны поименованные притоки длиной 30 км и более.
| Название      | Расстояние от устья | Длина | Положение |
| ------------- | ------------------- | ----- | --------- |
| Листвянка     | 38                  | 39    | правый    |
| Мукарылян     | 54                  | 162   | левый     |
| Березовая 2-я | 95                  | 81    | правый    |
| Вытвытковаам  | 161                 | 47    | левый     |
| Эмнунвеем     | 161                 | 39    | правый    |

## Данные водного реестра
По данным государственного водного реестра России и геоинформационной системы водохозяйственного районирования территории РФ, подготовленной Федеральным агентством водных ресурсов:
- Бассейновый округ — Анадыро-Колымский
- Речной бассейн — Анадырь
- Речной подбассейн — нет
- Водохозяйственный участок — Анадырь от впадения реки Майн до устья
- Код водного объекта — 19050000212119000113181